# Limberg (Kaiserstuhl)
Der Limberg ist ein nordwestlich von Sasbach gelegener, 272 m hoher Berg in der Nordwestecke des Kaiserstuhls.

## Geographie
Im Westen grenzt er unmittelbar an den Rhein, im Osten an die ackerbaulich genutzte Oberrheinische Tiefebene bei Wyhl. Insgesamt ragt er rund 100 m über seine Umgebung heraus. Der Limberg hat die Form eines von Südsüdwest nach Nordnordost verlaufenden Bergrückens. Seine West- und Osthänge sind daher besonders ausgeprägt. Die höchste Höhe liegt etwa in Bergmitte auf einem ausgedehnten Plateau. Beide Hanglagen unterscheiden sich bezüglich der Nutzung: Während der Osthang und das Plateau weinbaulich genutzt werden, prägt Wald die westlichen Hanglagen. Am Westhang befinden sich auch mehrere Steinbrüche.

## Geologie
Der Limberg ist vulkanischen Ursprungs. Der geologische Untergrund setzt sich vor allem aus den vulkanischen Gesteinen Olivinnephelinit und Limburgit zusammen. Die vulkanischen Bildungen hängen mit dem Vulkanismus des Kaiserstuhls zusammen. Stellenweise bilden auch miozäne Kalke die Geologie des Limbergs. Die Plateau- und Osthanglagen sind mit pleistozänem Löss überlagert.

## Flora und Fauna
Aufgrund des warmen Klimas bildet das submediterrane Florenelement mit Flaumeichenwäldern die natürliche Vegetation des Limberges. Außer der Flaumeiche tritt dort die Strauchwicke als seltene Art auf. Die Krautschicht dieser Flaumeichenwälder wird vom Blauroten Steinsamen dominiert. Eine weitere wärmebegünstigte Wald-Gesellschaft am Limberg ist der Seggen-Winterlindenwald. Trockenwarme Säume, charakterisiert durch den Diptam, bilden staudenreiche Pflanzengesellschaften an den Waldrändern. Dort treten Blutroter Storchschnabel, Kamm-Wachtelweizen und Ebensträußige Wucherblume als weitere seltene Arten auf. An den trockensten Stellen kommt kein Wald auf, dort sind Trockenrasen ausgebildet, die seltene Arten wie das Haar-Pfriemengras, den Zartblättrigen Lein, Wimper-Perlgras und den Krainer Thymian enthalten.
Auch die Tierwelt des Limbergs ist durch wärmeliebende Arten geprägt. Am Limberg wurden vereinzelt Östliche Smaragdeidechsen und Europäische Gottesanbeterinnen gefunden.

## Geschichte
Das Limbergplateau ist seit der jüngeren Steinzeit besiedelt. Reste einer steinzeitlichen Befestigungsanlage der „Michelsberger Kultur“ befinden sich im Süden des Plateaus, ein keltischer Wall aus der Hallstattzeit am Nordrand des Plateaus. Zur Römerzeit entstand dort ein Truppenlager. Aus dem Frühmittelalter stammt eine Burganlage an der Südspitze des Plateaus, die sogenannte Alte Limburg. An der Südwestecke des Limbergs ist die 80 mal 40 Meter große Ruine der aus dem Hochmittelalter stammenden Limburg erhalten geblieben.